# Zygodon tetragonostomus
Zygodon tetragonostomus là một loài Rêu trong họ Orthotrichaceae. Loài này được A. Braun ex B.S.G. miêu tả khoa học đầu tiên năm 1838.